# NGC 5945
NGC 5945 is een balkspiraalstelsel in het sterrenbeeld Ossenhoeder. Het hemelobject werd op 12 april 1880 ontdekt door de Franse astronoom Édouard Jean-Marie Stephan.

## Synoniemen
- UGC 9871
- MCG 7-32-17
- ZWG 222.17
- NPM1G +43.0303
- IRAS 15280+4305
- PGC 55243